# Roi de Corse
 (mars 2025).
La mise en forme du texte ne suit pas les recommandations de Wikipédia : il faut le « wikifier ».
Les points d'amélioration suivants sont les cas les plus fréquents. Le détail des points à revoir est peut-être précisé sur la page de discussion.
- Les titres sont pré-formatés par le logiciel. Ils ne sont ni en capitales, ni en gras.
- Le texte ne doit pas être écrit en capitales (les noms de famille non plus), ni en gras, ni en italique, ni en « petit »…
- Le gras n'est utilisé que pour surligner le titre de l'article dans l'introduction, une seule fois.
- L'italique est rarement utilisé : mots en langue étrangère, titres d'œuvres, noms de bateaux, etc.
- Les citations ne sont pas en italique mais en corps de texte normal. Elles sont entourées par des guillemets français : « et ».
- Les listes à puces sont à éviter, des paragraphes rédigés étant largement préférés. Les tableaux sont à réserver à la présentation de données structurées (résultats, etc.).
- Les appels de note de bas de page (petits chiffres en exposant, introduits par l'outil «  Source ») sont à placer entre la fin de phrase et le point final[comme ça].
- Les liens internes (vers d'autres articles de Wikipédia) sont à choisir avec parcimonie. Créez des liens vers des articles approfondissant le sujet. Les termes génériques sans rapport avec le sujet sont à éviter, ainsi que les répétitions de liens vers un même terme.
- Les liens externes sont à placer uniquement dans une section « Liens externes », à la fin de l'article. Ces liens sont à choisir avec parcimonie suivant les règles définies. Si un lien sert de source à l'article, son insertion dans le texte est à faire par les notes de bas de page.
- La présentation des références doit suivre les conventions bibliographiques. Il est recommandé d'utiliser les modèles {{Ouvrage}}, {{Chapitre}}, {{Article}}, {{Lien web}} et/ou {{Bibliographie}}. Le mode d'édition visuel peut mettre en forme automatiquement les références.
- Insérer une infobox (cadre d'informations à droite) n'est pas obligatoire pour parachever la mise en page.

Pour une aide détaillée, merci de consulter Aide:Wikification.
Si vous pensez que ces points ont été résolus, vous pouvez retirer ce bandeau et améliorer la mise en forme d'un autre article.
 (mars 2025).
Roi de Corse (ou roi des Corses) est un titre utilisé durant différentes périodes de l'histoire de la Corse, entre 1297 et 1796. 
Au départ, le titre de roi de Corse est porté par les rois d'Aragon, entre le XIIIe et le XVe siècle. Par la suite, l'île est sous la domination de la république de Gênes. À partir de 1637, le doge de Gênes ajoute à sa titulature le titre de roi de Corse.  
En 1736, après la victoire des rebelles corses, un royaume indépendant est instauré avec un certain Théodore de Neuhoff comme roi des Corses. Le royaume prend fin en 1740 avec la reconquête de la Corse par Gênes.  
Devenue française à partir de 1768, la Corse redevient un royaume sous l'égide de l'Angleterre entre 1794 et 1796, avant que l'île ne redevienne française.  

## Liste des rois de Corse

### Période aragonaise (1297-1435)
| Portrait                         | Monarque                              | Règne       | Blason |
| -------------------------------- | ------------------------------------- | ----------- | ------ |
|                                  | Giacomo Ier (Jacques II d'Aragon)     | 1297 - 1325 |        |
| Occupation génoise (1325 - 1373) |                                       |             |        |
|                                  | Pietro Ier (Pierre IV d'Aragon)       | 1373 - 1387 |        |
|                                  | Giovanni Ier (Jean I d'Aragon)        | 1387 - 1396 |        |
|                                  | Martino Ier (Martin I d'Aragon)       | 1396 - 1410 |        |
| Interrègne (1410 - 1412)         |                                       |             |        |
|                                  | Ferdinando Ier (Ferdinand I d'Aragon) | 1412 - 1416 |        |
|                                  | Alfonso Ier (Alphonse V d'Aragon)     | 1416 - 1435 |        |

### Période milanaise (1467-1476)
| Portrait | Monarque                           | Règne       | Blason |
| -------- | ---------------------------------- | ----------- | ------ |
|          | Galeazzo Ier (Galéas Marie Sforza) | 1467 - 1476 |        |

### Première période génoise (1637-1736)
| Portrait | Monarque                                         | Règne       | Blason |
| -------- | ------------------------------------------------ | ----------- | ------ |
|          | Giovanni II (Gian Francesco I Brignole Sale)     | 1637        |        |
|          | Agostino Ier (Agostino Pallavicini)              | 1637 - 1639 |        |
|          | Giovanni III (Giovanni Battista Durazzo)         | 1639 - 1641 |        |
|          | Giovanni IV (Giovanni Agostino De Marini)        | 1641 - 1642 |        |
|          | Giovanni V (Giovanni Battista Lercari)           | 1642 - 1644 |        |
|          | Luca Ier (Luca Giustiniani)                      | 1644 - 1646 |        |
|          | Giovanni VI (Giovanni Battista Lomellini)        | 1646 - 1648 |        |
|          | Giacomo II (Giacomo De Franchi Toso)             | 1648 - 1650 |        |
|          | Agostino II (Agostino Centurione)                | 1650 - 1652 |        |
|          | Gerolamo I (Gerolamo De Franchi Toso)            | 1652 - 1654 |        |
|          | Alessandro Ier (Alessandro Spinola)              | 1654 - 1656 |        |
|          | Giulio Ier (Giulio Sauli)                        | 1656 - 1658 |        |
|          | Giovanni VII (Giovanni Battista Centurione)      | 1658 - 1660 |        |
|          | Giovanni VIII (Gian Bernardo Frugoni)            | 1660 - 1661 |        |
|          | Antonio Ier (Antoniotto Invrea)                  | 1661 - 1663 |        |
|          | Stefano Ier (Stefano De Mari)                    | 1663 - 1665 |        |
|          | Cesare Ier (Cesare Durazzo)                      | 1665 - 1667 |        |
|          | Cesare II (Cesare Gentile)                       | 1667 - 1669 |        |
|          | Francesco Ier (Francesco Garbarino)              | 1669 - 1671 |        |
|          | Alessandro II (Alessandro Grimaldi)              | 1671 - 1673 |        |
|          | Agostino III (Agostino Saluzzo)                  | 1673 - 1675 |        |
|          | Antonio II (Antonio Da Passano)                  | 1675 - 1677 |        |
|          | Giovanni IX (Giannettino Odone)                  | 1677 - 1679 |        |
|          | Agostino IV (Agostino Spinola)                   | 1679 - 1681 |        |
|          | Luca II (Luca Maria Invrea)                      | 1681 - 1683 |        |
|          | Francesco II (Francesco Maria Imperiale Lercari) | 1683 - 1685 |        |
|          | Pietro II (Pietro Durazzo)                       | 1685 - 1687 |        |
|          | Luca III (Luca Spinola)                          | 1687 - 1689 |        |
|          | Oberto Ier (Oberto della Torre)                  | 1689 - 1691 |        |
|          | Giovanni X (Giovanni Battista Cattaneo)          | 1691 - 1693 |        |
|          | Francesco III (Francesco Invrea)                 | 1693 - 1695 |        |
|          | Bendinelli Ier (Bendinelli Negrone)              | 1695 - 1697 |        |
|          | Francesco IV (Francesco Maria Sauli)             | 1697 - 1699 |        |
|          | Girolamo Ier (Girolamo De Mari)                  | 1699 - 1701 |        |
|          | Federico Ier (Federico De Franchi Toso)          | 1701 - 1703 |        |
|          | Antonio III (Antonio Grimaldi)                   | 1703 - 1705 |        |
|          | Stefano II (Stefano Onorato Ferretti)            | 1705 - 1707 |        |
|          | Domenico Ier (Domenico Maria De Mari)            | 1707 - 1709 |        |
|          | Vincenzo Ier (Vincenzo Durazzo)                  | 1709 - 1711 |        |
|          | Francesco V (Francesco Maria Imperiale)          | 1711 - 1713 |        |
|          | Giovanni XI (Giovanni Antonio Giustiniani)       | 1713 - 1715 |        |
|          | Lorenzo Ier (Lorenzo Centurione)                 | 1715 - 1717 |        |
|          | Benedetto Ier (Benedetto Viale)                  | 1717 - 1719 |        |
|          | Ambrogio Ier (Ambrogio Imperiale)                | 1719 - 1721 |        |
|          | Cesare III (Cesare De Franchi Toso)              | 1721 - 1723 |        |
|          | Domenico II (Domenico Negrone)                   | 1723 - 1725 |        |
|          | Gerolamo II (Gerolamo Veneroso)                  | 1726 - 1728 |        |
|          | Luca IV (Luca Grimaldi)                          | 1728 - 1730 |        |
|          | Francesco VI (Francesco Maria Balbi)             | 1730 - 1732 |        |
|          | Domenico III (Domenico Maria Spinola)            | 1732 - 1734 |        |
|          | Stefano III (Stefano Durazzo)                    | 1734 - 1736 |        |
|          | Nicolò Ier (Nicolò Cattaneo)                     | 1736        |        |

### Royaume de Corse (1736-1740)
| Portrait | Monarque                                                                        | Règne       | Blason |
| -------- | ------------------------------------------------------------------------------- | ----------- | ------ |
|          | Teodoro Ier (Théodore de Neuhoff)                                               | 1736 - 1738 |        |
|          | Régence - Frédéric de Neuhoff - Luigi Giafferi - Giacinto Paoli - Luca d’Ornano | 1738 - 1740 |        |

### Deuxième période génoise (1740-1746)
| Portrait | Monarque                                       | Règne       | Blason |
| -------- | ---------------------------------------------- | ----------- | ------ |
|          | Nicolò II (Nicolò Spinola)                     | 1740 - 1742 |        |
|          | Domenico IV (Domenico Canevaro)                | 1742 - 1744 |        |
|          | Lorenzo II (Lorenzo De Mari)                   | 1744 - 1746 |        |
|          | Giovanni XII (Gian Francesco II Brignole Sale) | 1746        |        |

### Royaume de Corse (1794-1796)
| Portrait | Monarque                                | Règne       | Blason |
| -------- | --------------------------------------- | ----------- | ------ |
|          | Giorgio Ier (George III du Royaume-Uni) | 1794 - 1796 |        |